# Leersia
Leersia es un género de plantas herbáceas perteneciente a la familia de las poáceas. Es originario de las regiones templadas y tropicales del mundo.

## Descripción
Son plantas perennes. Espiguillas muy comprimidas lateralmente, con una sola flor articulada con el pedúnculo, sin glumas. Lema con 5 nervios, aquillada. Pálea trinervada, aquillada. Androceo con 1-6 estambres. Cariopsis con embrión de c. 1/3 de su longitud.

## Taxonomía
El género fue descrito por Peter Olof Swartz y publicado en Nova Genera et Species Plantarum seu Prodromus 1, 21. 1788. La especie tipo es: Leersia oryzoides (L.) Sw. 
Etimología
El nombre del género fue otorgado en honor de Johann Daniel Leers, médico y botánico alemán del siglo XVIII.
Citología
El número de cromosomas es de: x = 12. 2n = 24, 48, y 60. 2, 4, y 5 ploidias. Cromosomas ‘pequeños’.

## Especies
- Leersia hexandra
- Leersia lenticularis
- Leersia monandra
- Leersia oryzoides
- Leersia virginica[4][5]